# 마이 리틀 포니: 레인보우 로드 트립
(마이 리틀 포니: 레인보우 로드 트립)은 아일랜드와 미국의 1시간 텔레비전 스페셜.

## 줄거리
메인 식스와 레인보우 대쉬가 레인보우 대축제에 초대받은 호프 할로우로 여행을 갔지만 마을 전체와 모든 포니의 색이 빠진 것을 발견했다.

## 개봉일
- 미국: (2019년 6월 29일)
- 대한민국: (2020년 10월 29일)

## 캐스팅
| 배역              | 영어                | 한국어 |
| ----------------- | ------------------- | ------ |
| 트와일라잇 스파클 | 타라 스트롱         | 박지윤 |
| 핑키 파이         | 앤드리아 리브먼     | 조경이 |
| 레인보우 대쉬     | 애슐리 볼           | 조현정 |
| 애플잭            | 애슐리 볼           | 김율   |
| 래리티            | 태비사 세인트저메인 | 여민정 |
| 플러터샤이        | 앤드리아 리브먼     | 박소라 |
| 스파이크          | 캐시 웨슬럭         | 이영란 |
| 셀레스티아 공주   | 니콜 올리버         | 우정신 |
| 루나 공주         | 태비사 세인트저메인 | 엄현정 |